# Nagara (instrument)
 (juillet 2017).
Si vous disposez d'ouvrages ou d'articles de référence ou si vous connaissez des sites web de qualité traitant du thème abordé ici, merci de compléter l'article en donnant les références utiles à sa vérifiabilité et en les liant à la section « Notes et références ».
Pour les articles homonymes, voir Nagara.
Les nagara, nagariya, naqara ou naqqara (monde arabe) ou tyanko (Népal) sont une paire de timbales indiennes rencontrée jusqu'au Tadjikistan. Le tasha en est une version sur trépied à une seule timbale, dont le tas iranien est sans doute l'origine, mais qui est joué avec des petits fouets.
Le dotable est une petite paire de timbales kurdes utilisées à cheval pour la musique martiale.

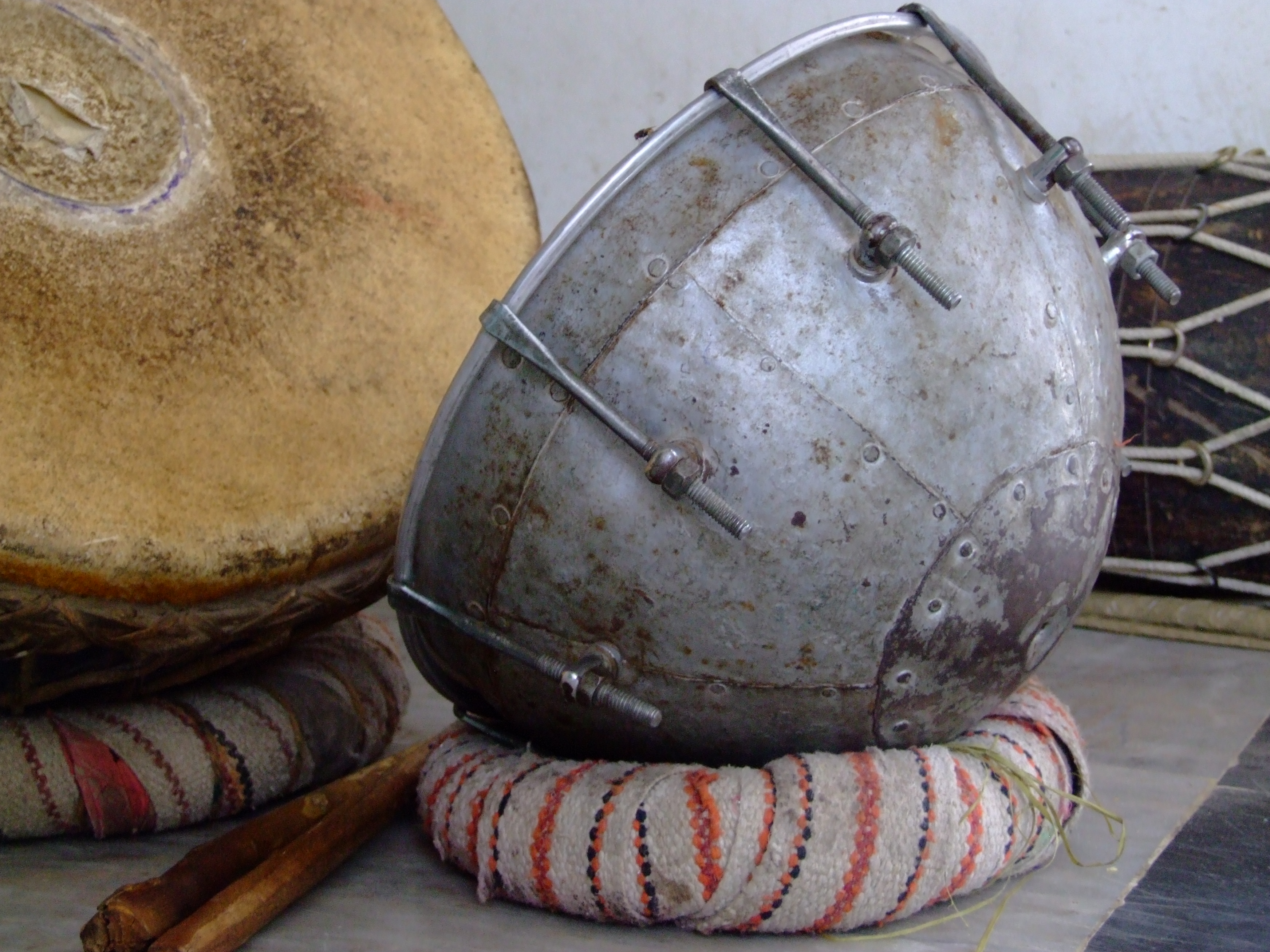
Une paire de nagara rajasthani.

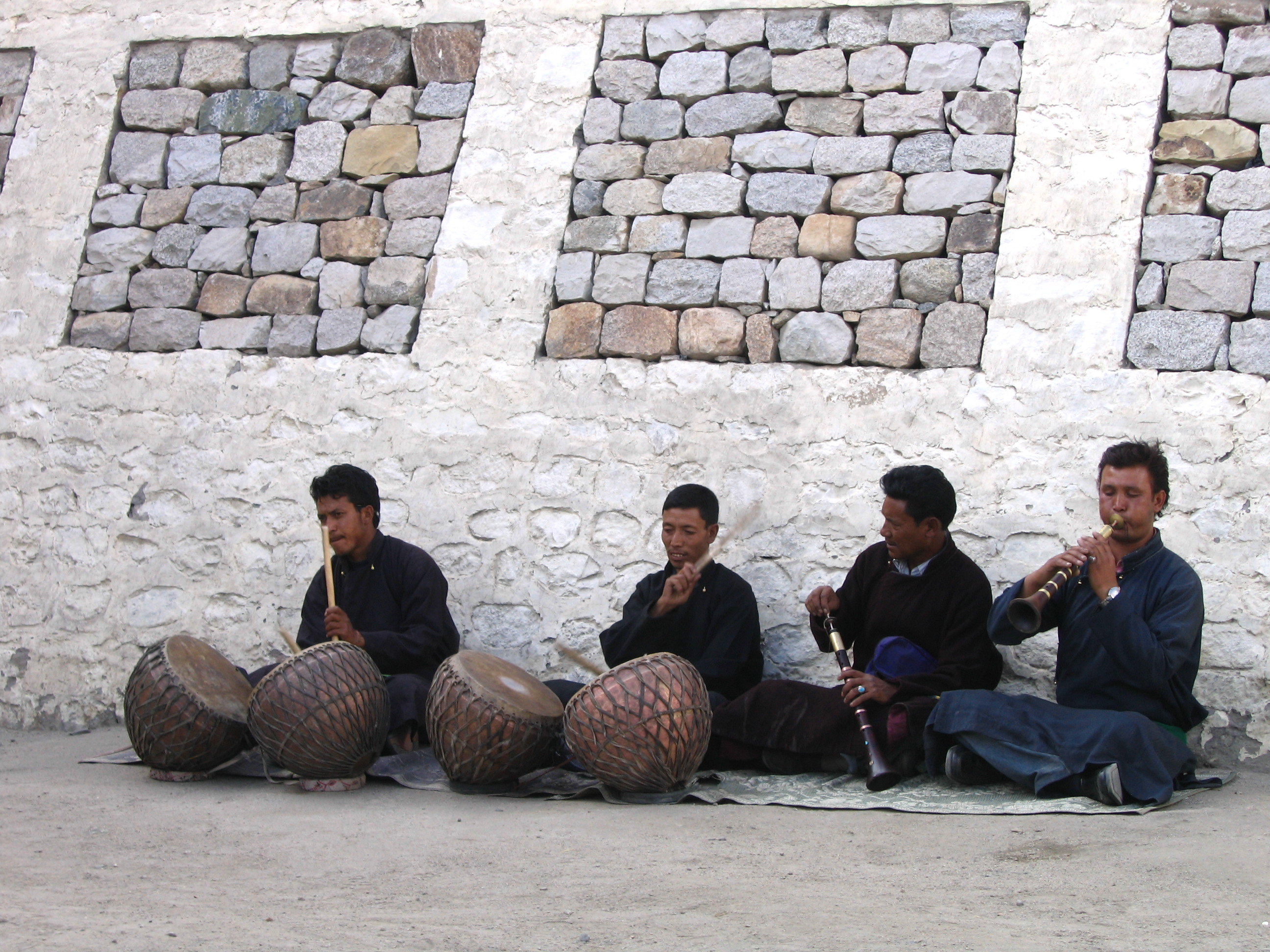
Deux naggaras ladhaki (à gauche).

## Facture
Parfois construites en terre cuite, les plus grandes, jusqu'à un mètre de diamètre, sont en cuivre, avec des peaux de chèvre liées à l'aide de cordes ou de lanières de cuir, tout autour.

## Jeu
On en joue assis ou debout (avec une lanière), avec deux grosses et solides baguettes, les timbales étant soit côte à côte, soit l'une horizontale et l'autre verticale (les peaux perpendiculaires).
Il faut distinguer les nagaras du Rajasthan, petites et liées au folklore, des grosses nagaras populaires rencontrées dans toutes les villes indiennes et qui sortent au moindre festival. C'est un instrument extrêmement sonore, et les musiciens les frappent de toutes leurs forces après les avoir réchauffés auprès d'un feu. Elles sont souvent accompagnées de gros dafs et de gongs bruyants.